# Tractolira delli
Tractolira delli is een slakkensoort uit de familie van de Volutidae. De wetenschappelijke naam van de soort is voor het eerst geldig gepubliceerd in 2005 door Leal & Harasewych.